# Älvängen
Älvängen is een plaats in de gemeente Ale in het landschap Västergötland en de provincie Västra Götalands län in Zweden. De plaats heeft 3986 inwoners (2005) en een oppervlakte van 249 hectare. Älvängen ligt aan de Europese weg 45 en de spoorweg Norge/Vänerbanan. Ten westen loopt de rivier de Göta älv en de plaats ligt circa dertig kilometer ten noordoosten van Göteborg. De directe omgeving bestaat uit zowel landbouwgrond als bos.
Älvängen ontstond aan een spoorweg, die sinds 1886 langs de plaats liep. Vanaf 1970 stopte deze trein niet langer in Älvängen, maar vanaf 2004 stoppen er weer treinen voor regionaal vervoer.